# Gare de Bøn
Pour les articles homonymes, voir Bon.
Bøn est une gare ferroviaire située sur la Hovedbanen (ligne principale) dans la municipalité d'Eidsvoll du comté d'Akershus en Norvège. 
La station est située à 62,24 kilomètres d'Oslo et à 134 mètres d'altitude.

## Histoire
La gare de Bøn est mise en service en 1855, un an après l'ouverture de la Hovedbanen, sous le nom de halte ferroviaire de Finstad Bro. Elle est rebaptisée Bøhn en 1882, orthographié Bøn depuis 1893.
Le bâtiment voyageurs est supposé avoir été construit en 1884 ou 1874 et se nomme Østbanebygningen, le bâtiment de la ligne de l'est.  
Aucun train de passagers ne dessert la gare depuis 2004 et l'entrepôt datant de 1853 a brûlé en 2009. 